# Alexandre Veledinski
Alexandre Veledinski (Александр Алексеевич Велединский), né à Gorki (Union soviétique) le 27 juillet 1959, est un réalisateur et scénariste soviétique puis russe.

## Filmographie

### Réalisateur

#### Au cinéma
- 2001 : Rien que nous deux (Ty da ya, da my s toboy), court-métrage, également scénariste et monteur
- 2004 : Russkoïe (ru), également scénariste
- 2006 : Vivant (Живой), également scénariste
- 2011 : Expérience cinq (ru) (Эксперимент 5IVE)
- 2013 : Le géographe a bu son globe (Географ глобус пропил), également scénariste et monteur
- 2018 : Dans le port du Cap (ru) (В Кейптаунском порту)
- 2023 : 1993

#### À la télévision
- 2002 : Zakon, série, également scénariste
- 2014 : Ladoga, série
- 2021 : Obitel, série

### Scénariste

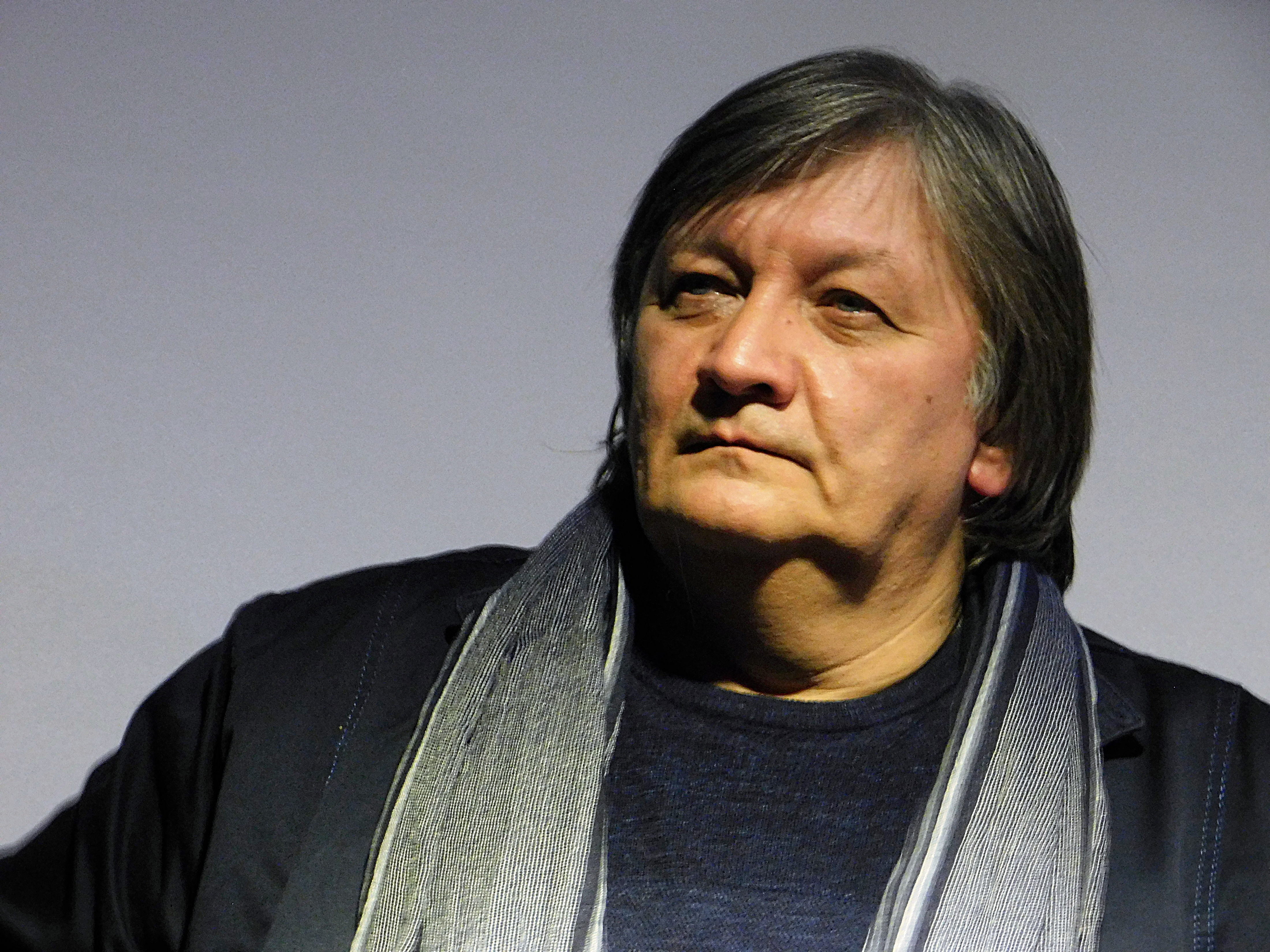
Alexandre Veledinski en 2019.

#### Au cinéma
- 2006 : Sdvig

#### À la télévision
- 2002 : Brigada, série

## Distinctions et nominations
Pour le film Le géographe a bu son globe adapté du roman éponyme d'Alexeï Ivanov en 2013.
- XXIVe Festival Kinotavr à Sotchi (2013) : grand prix et prix du jury[1].
- IVe Festival international du film d'Odessa (2013) : Duc d'or (uk) du meilleur film.
- XXIe Festival Fenêtre sur l'Europe à Vyborg (2013) : La Tour d'or (Золотая ладья) et 2e place dans la catégorie Compte de Vyborg.
- 3e Festival international du film Bout du monde à Sakhaline (2013) : grand prix des spectateurs et prix du président du festival Alla Sourikova
- VIe Festival du film Est & Ouest d'Orenbourg : prix du meilleur scénario Alexeï Samoriadov (ru)
- L'Aigle d'or : prix de la meilleure réalisation et nomination pour le prix du meilleur film
- Prix Éléphant blanc de la Guilde des critiques de cinéma russe prix du meilleur film
- 27e cérémonie des Nika : Nika du meilleur film, Nika de la meilleure réalisation et la nomination pour Nika du meilleur scénario
- XXIIe Festival du film Vivat kino Rossiï ! (Saint-Pétersbourg, 2013) : prix de la meilleure réalisation et prix de la presse
- Festival du cinéma russe à Honfleur 2013 : Grand prix